# Sha'Carri Richardson
Sha'Carri Richardson (født 25. marts 2000) er en amerikansk sprinter, der primært konkurrerer i disciplinerne 100 m og 200-meterløb. I maj 2023 vandt hun hendes første Diamond League-stævne, på 100-meter i Doha og slog samtidig rekorden for stævnet med en tid på 10.76 sekunder.
Hun vandt først gang guld ved VM i atletik 2023 i Budapest på 100-meterløb, foran favoritterne Shericka Jackson og Shelly-Ann Fraser-Pryce. Samtidig slog hun også mesterskabsrekorden ved VM i tiden 10.65. Få dage efter, vandt hun også bronze på 200-meterløb.
Richardson sikrede sig også sin første OL-guldmedalje ved Sommer-OL 2024 i Paris, hvor det amerikanske stafethold vandt stafetløbet på 4x100 meter.  Forinden havde hun også sikret sig en sølvmedalje på 100 meter efter Julien Alfred.